# Andreas Schlüter
Andreas Schlüter (1659 – c. Junio 1714) era un escultor barroco y arquitecto alemán, activo en el Sacro Imperio Romano Germánico, la República de las Dos Naciones, y el Zarato ruso.

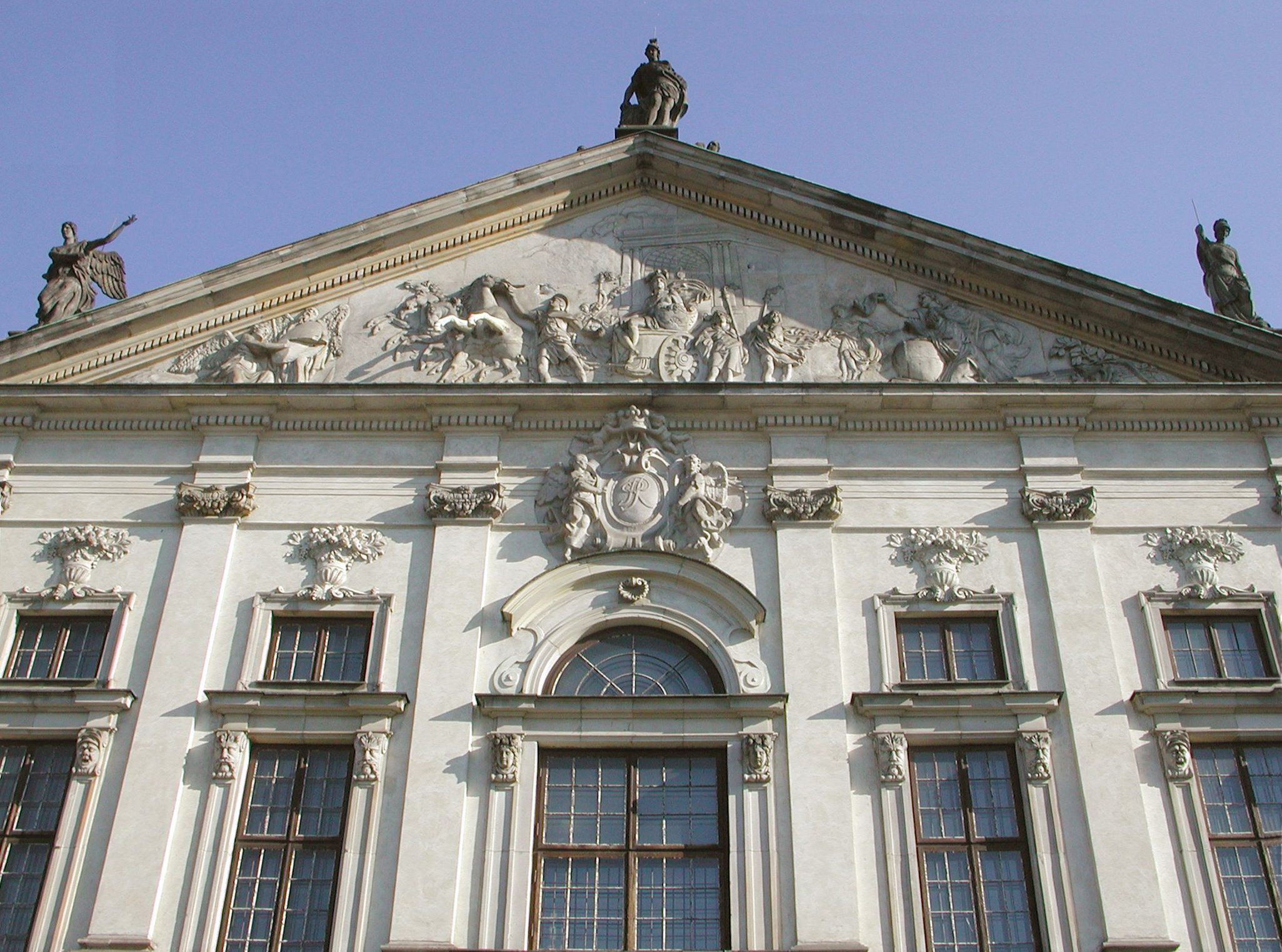
Triunfo de Marcus Valerius Messalla Corvinus del Palacio Krasiński en Varsovia

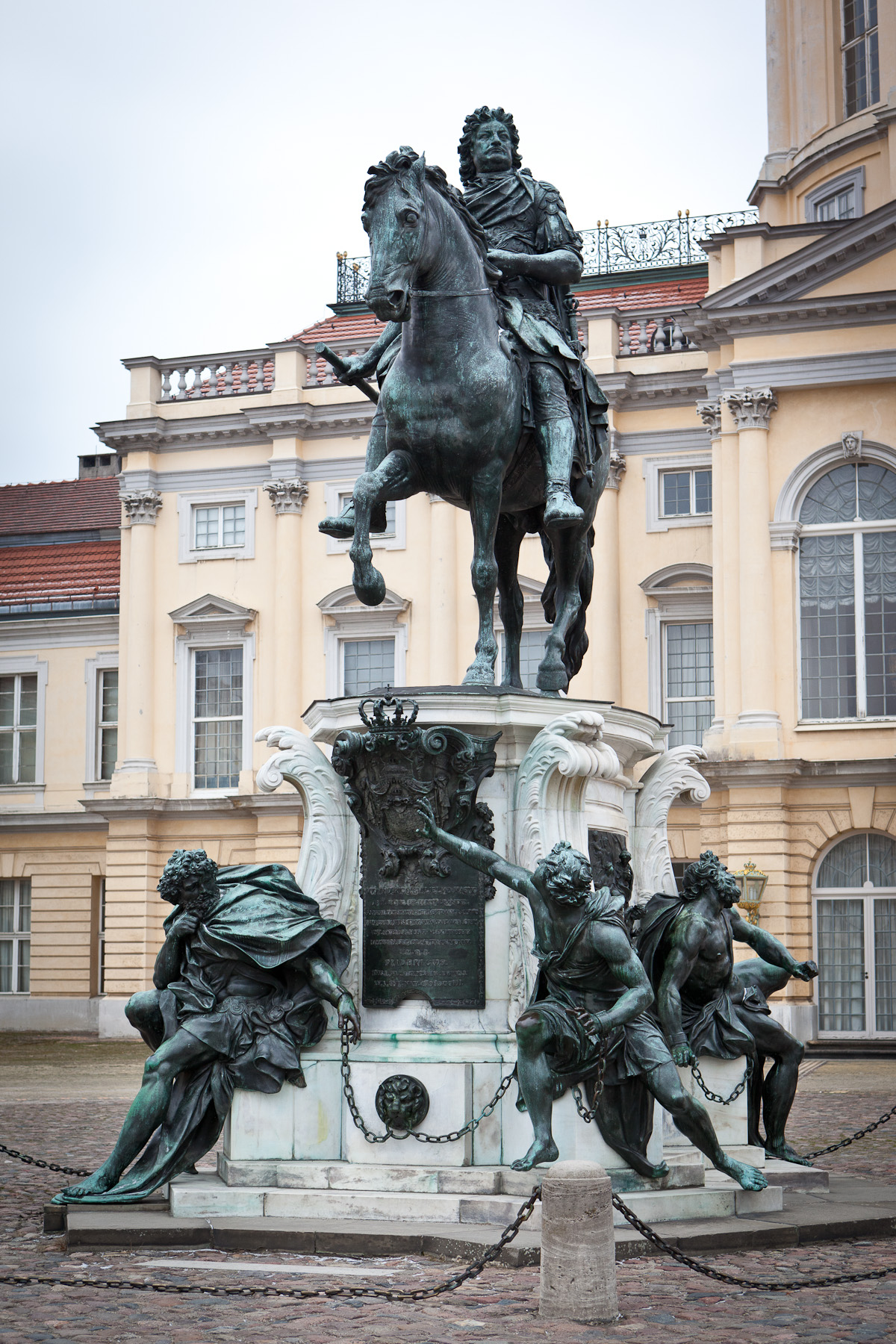
Escultura ecuestre del Gran Elector Federico Guillermo I de Brandeburgo en Berlín

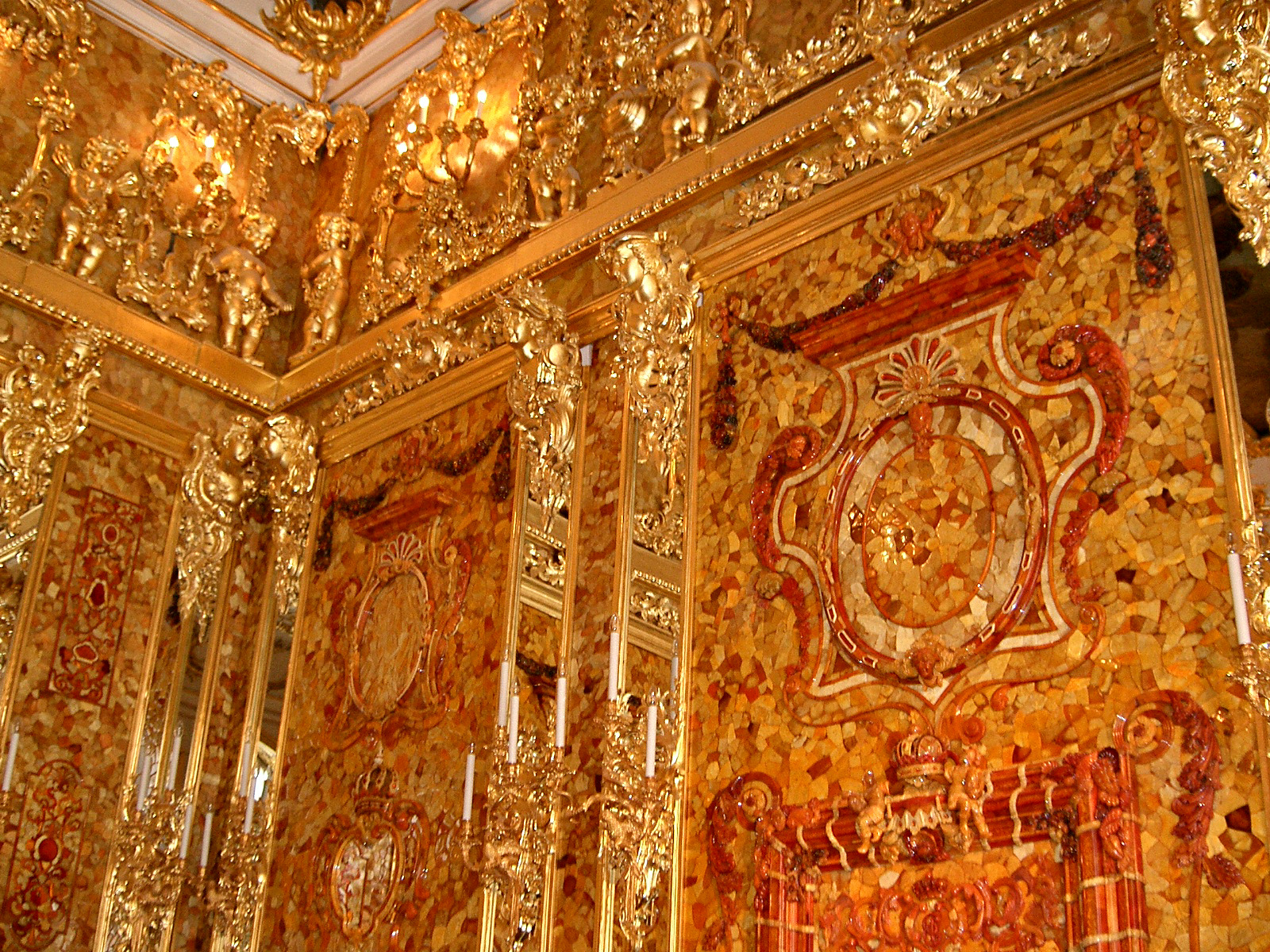
Cámara de Ámbar

## Biografía
Andreas Schlüter nació probablemente en Hamburgo. Su primeros años son tan desconocidos que al menos tres personas diferentes están documentadas con aquel nombre. Los registros de la iglesia de St. Michaelis, de Hamburgo muestran que un Andreas Schlüter, hijo del escultor Gerhart Schlüter, había sido bautizado allí el 22 de mayo de 1664. Documentos de Danzig/Gdańsk (Prusia real) informó que un Andreas Schlüter (padre) había trabajado desde 1640 hasta 1652 en el carril Jopengasse de Danzig (hoy ulica Piwna). Posiblemente nacido en 1640, un Andres Schliter está registrado como aprendiz el 9 de mayo de 1656 por el gremio masón. Otras fuentes lo sitúan en 1659 como el año de su nacimiento.
Probablemente pasó varios años en el extranjero como oficial. Su primer trabajo, en 1675, puede haber sido los epitafios de los Duques Sambor y Mestwin en el domo del monasterio Pelplin.
La primera obra conocida de Schlüter fue la decoración de la fachada de la Capilla Real de Danzig en 1681. Más tarde creó estatuas para el Palacio de Wilanów de Juan III Sobieski en Varsovia y esculturas sepulcrales en Żółkiew (Zhovkva). En 1689, se mudó a Varsovia e hizo los relieves del frontón y la obra escultórica del Palacio Krasiński.
Schlüter fue invitado a Berlín en 1694 por Eberhard von Danckelmann para trabajar como escultor de Tribunal en el Zeughaus para el elector Federico I de Prusia. Sus decoraciones esculpidas son una obra maestra de expresión barroca y patetismo. Si bien los relieves más visibles en el exterior tuvieron que alabar la lucha, las estatuas de guerreros moribundos en el interior denunciaron la guerra y dieron una indicación de sus creencias religiosas pacifistas (se dice que fue Menonita). Viajando a través de Italia en 1696, estudió el trabajo de maestros como Michelangelo Buonarroti y Gian Lorenzo Bernini.
Schlüter también había trabajado como arquitecto y había construido muchos edificios estatales en Berlín en su función como "Hofbaumeister" (Arquitecto de Tribunal), el cual perdió cuando una torre mostró señales de débiles fundaciones. Él también sirvió como director de la Academia de las Artes de Prusia de 1702 a 1704, después de la cual se empiece a concentrar en la escultura otra vez, como "Hofbildhauer" (Escultor de Tribunal). Su más importante estatua ecuestre fue la escultura que le hizo al "Gran Elector", Federico Guillermo I de Brandeburgo, lanzado en 1708 y colocado en el "Lange Brücke" se acerca el Palacio de Ciudad del Berlín, ahora situado en el tribunal de honor antes conocido como Palacio de Charlottenburg.
El Palacio de la Ciudad del Berlín, y muchos de sus trabajos, fueron parcialmente destruidos por los bombardeos en la Segunda Guerra Mundial y por el régimen Comunista subsiguiente. Un destino similar probablemente sucedió con la cámara de Ámbar, hecho entre 1701 y 1709, La obra arquitectónica más famosa de Schlüter.
En 1713 Schlüter alcanzó la fama al trabajar para el Zar Pedro el Grande en San Petersburgo, donde muere de una enfermedad después de crear varios diseños. Junto con Johann Friedrich Braunstein, diseño el Palacio Magnífico y Palacio Monplaisir en el Complejo del palacio Peterhof. También el edificio más viejo de la ciudad, el salón Kikin, y los alivios en el Palacio de Verano son atribuidos a él. De este modo que el devenga en una figura importante del Barroco petrino.

## Trabajos existentes
- Fachada de la Capilla Real, Gdańsk, 1681
- Esculturas en la fachada de Palacio de Wilanów, Varsovia, 1681
- Esculturas en el frontón del Palacio Krasiński, Varsovia, 1682-3, 1689–93
- Epitafio de Adam Zygmunt Konarski, Catedral de Santa María de la Asunción, en Frombork pueblo cercano a Gdańsk, 1683
- Altar y crucifijo en iglesia de Węgrów cerca de Varsovia, 1688–90
- esculturas sepulcrales de la familia Sobieski, Zhovkva cerca de Lviv, 1692–93
- Altar en la iglesia de Czerniaków, Varsovia, 1690
- retrato del Obispo Jan Małachowski en Catedral de Wawel, Cracovia, 1693
- estatua ecuestre del elector Federico Guillermo I de Brandeburgo, patio del Palacio de Charlottenburg, Berlín, 1689–1703, con una copia en el Berlines Museo Bode[3]
- La Cámara de Ámbar (reconstrucción) en el Palacio de Catalina de Tsárskoye Seló cerca de San Petersburgo, 1701
- púlpito, Iglesia de Santa María, Berlín, 1703
- sarcophagi De Federico I de Prusia y Sofía Carlota de Hannover, rey y reina de Prusia en la Catedral de Berlín

## Honores
El asteroide (6350) Schluter fue llamado así en su honor.